# Fonteny
Fonteny település Franciaországban, Moselle megyében. Lakosainak száma 141 fő (2022. január 1.). Fonteny Amelécourt, Gerbécourt, Laneuveville-en-Saulnois, Lubécourt, Oron, Vannecourt, Vaxy és Viviers községekkel határos.

## Népesség
A település népességének változása:
| Lakosok száma | 135  | 123  | 104  | 117  | 140  | 143  | 143  | 140  | 140  | 141  |
|               | 1968 | 1982 | 1990 | 2006 | 2013 | 2015 | 2017 | 2019 | 2020 | 2022 |